# Cassipourea
Cassipourea là một chi thực vật có hoa trong họ Rhizophoraceae.

## Loài
Chi Cassipourea gồm các loài: